# Gutmannova metoda
Gutmannova metoda je algoritmus pro bezpečné vymazání obsahu počítačových pevných disků. Navrhli ji Peter Gutmann a Colin Plumb. Probíhá zápisem série 35 vzorků přes rušenou oblast disku.

## Metoda
Jeden úplný přepis se skládá ze zápisu čtyř náhodných vzorků, následují vzorky 5–31 provedené v náhodném pořadí, a mazání končí dalšími čtyřmi zápisy náhodných vzorků. Každý ze vzorků 5–31 byl navržen s ohledem na kódování na magnetických médiích.
| Průchod | Zapsaná data               | Zapsaná data           | Vzorek zapsaný na disk pro cílové kódovací schéma | Vzorek zapsaný na disk pro cílové kódovací schéma | Vzorek zapsaný na disk pro cílové kódovací schéma |
| Průchod | V binární notaci           | V hexadecimální notaci | (1,7) RLL                                         | (2,7) RLL                                         | MFM                                               |
| ------- | -------------------------- | ---------------------- | ------------------------------------------------- | ------------------------------------------------- | ------------------------------------------------- |
| 1       | (Náhodné)                  | (Náhodné)              |                                                   |                                                   |                                                   |
| 2       | (Náhodné)                  | (Náhodné)              |                                                   |                                                   |                                                   |
| 3       | (Náhodné)                  | (Náhodné)              |                                                   |                                                   |                                                   |
| 4       | (Náhodné)                  | (Náhodné)              |                                                   |                                                   |                                                   |
| 5       | 01010101 01010101 01010101 | 55 55 55               | 100...                                            |                                                   | 000 1000...                                       |
| 6       | 10101010 10101010 10101010 | AA AA AA               | 00 100...                                         |                                                   | 0 1000...                                         |
| 7       | 10010010 01001001 00100100 | 92 49 24               |                                                   | 00 100000...                                      | 0 100...                                          |
| 8       | 01001001 00100100 10010010 | 49 24 92               |                                                   | 000 100000...                                     | 100 100...                                        |
| 9       | 00100100 10010010 01001001 | 24 92 49               |                                                   | 100000...                                         | 00 100...                                         |
| 10      | 00000000 00000000 00000000 | 00 00 00               | 101000...                                         | 1000...                                           |                                                   |
| 11      | 00010001 00010001 00010001 | 11 11 11               | 0 100000...                                       |                                                   |                                                   |
| 12      | 00100010 00100010 00100010 | 22 22 22               | 000 100000...                                     |                                                   |                                                   |
| 13      | 00110011 00110011 00110011 | 33 33 33               | 10...                                             | 1000000...                                        |                                                   |
| 14      | 01000100 01000100 01000100 | 44 44 44               | 000 100000...                                     |                                                   |                                                   |
| 15      | 01010101 01010101 01010101 | 55 55 55               | 100...                                            |                                                   | 000 1000...                                       |
| 16      | 01100110 01100110 01100110 | 66 66 66               | 0000 100000...                                    | 00000 10000000...                                 |                                                   |
| 17      | 01110111 01110111 01110111 | 77 77 77               | 100010...                                         |                                                   |                                                   |
| 18      | 10001000 10001000 10001000 | 88 88 88               | 00 100000...                                      |                                                   |                                                   |
| 19      | 10011001 10011001 10011001 | 99 99 99               | 0 100000...                                       | 00 10000000...                                    |                                                   |
| 20      | 10101010 10101010 10101010 | AA AA AA               | 00 100...                                         |                                                   | 0 1000...                                         |
| 21      | 10111011 10111011 10111011 | BB BB BB               | 00 101000...                                      |                                                   |                                                   |
| 22      | 11001100 11001100 11001100 | CC CC CC               | 0 10...                                           | 0000 10000000...                                  |                                                   |
| 23      | 11011101 11011101 11011101 | DD DD DD               | 0 101000...                                       |                                                   |                                                   |
| 24      | 11101110 11101110 11101110 | EE EE EE               | 0 100010...                                       |                                                   |                                                   |
| 25      | 11111111 11111111 11111111 | FF FF FF               | 0 100...                                          | 000 100000...                                     |                                                   |
| 26      | 10010010 01001001 00100100 | 92 49 24               |                                                   | 00 100000...                                      | 0 100...                                          |
| 27      | 01001001 00100100 10010010 | 49 24 92               |                                                   | 000 100000...                                     | 100 100...                                        |
| 28      | 00100100 10010010 01001001 | 24 92 49               |                                                   | 100000...                                         | 00 100...                                         |
| 29      | 01101101 10110110 11011011 | 6D B6 DB               |                                                   | 0 100...                                          |                                                   |
| 30      | 10110110 11011011 01101101 | B6 DB 6D               |                                                   | 100...                                            |                                                   |
| 31      | 11011011 01101101 10110110 | DB 6D B6               |                                                   | 00 100...                                         |                                                   |
| 32      | (Náhodné)                  | (Náhodné)              |                                                   |                                                   |                                                   |
| 33      | (Náhodné)                  | (Náhodné)              |                                                   |                                                   |                                                   |
| 34      | (Náhodné)                  | (Náhodné)              |                                                   |                                                   |                                                   |
| 35      | (Náhodné)                  | (Náhodné)              |                                                   |                                                   |                                                   |

Kódované bity zapsané kurzívou označují, co by mělo být v ideálním vzorku, i když kvůli kódování je na začátku stopy přítomen doplňkový bit.